# SOS Costa Brava
SOS Costa Brava és una federació d'associacions i altres entitats fundada el 2018 a Pals amb l'objectiu de protegir el territori de la Costa Brava, incloent el medi marí, la biodiversitat, els hàbitats, el paisatge i el patrimoni cultural.
SOS Costa Brava té actualment la seu a Palafrugell, tot i que es compon de més de 25 entitats sense ànim de lucre, actuant com organització paraigua d'aquestes com un instrument per la seva coordinació, representació i defensa tant de les entitats com dels seus objectius.

## Història
L'entitat neix el 4 d'agost 2018 a Pals, amb un manifest d'alerta a la societat catalana, els ajuntaments del litoral gironí i a la Generalitat de Catalunya per les amenaces que pateix "el medi ambient, el paisatge i la qualitat de vida" de la Costa Brava. Com a paraigua d'una vintena d'entitats en defensa del territori, al 2021 es constitueix jurídicament com a federació d'entitats. Durant el seu primer any, va actuar a 38 casos de defensa del territori.
El 21 de gener de 2022 rep el premi Decreixement 2021 per la seva tasca en la defensa de la preservació del litoral gironí.